# Blandine Kriegel
Blandine Kriegel, född 1 december 1943, är en fransk filosof.
Kriegel är dotter till den kommunistiske politikern Maurice Kriegel-Valrimont och Paulette Lesouëf de Brévillier, niece till historikern Annie Kriegel och kusin till författaren Danièle Kriegel. Båda föräldrarna var aktiva i motståndsrörelsen under Andra världskriget. 
Kriegel blev i ungdomen marxist, men kom senare att bryta med denna åskådning i samband med publiceringen av L’État et les esclaves 1979. Hon var emellertid aktiv inom socialistpartiet åtminstone till 1995, då hon stödde Jacques Chiracs presidentkandidatur. Hon har bland annat tagit ställning mot positiv särbehandling. Hon var en tid assistent till Michel Foucault vid Collège de France.
Kriegel har varit gift med essäisten Philippe Barret och historikern Alexandre Adler.